# A Man Alone
A Man Alone (titolo completo A Man Alone: The Words and Music of McKuen) è un album discografico del 1969 del cantante statunitense Frank Sinatra, con arrangiamenti ad opera di Don Costa.
In una sorta di tributo al poeta, tutti i brani dell'album sono opera di Rod McKuen. Pubblicata come singolo, la canzone Love's Been Good to Me raggiunse la posizione numero 8 nelle classifiche britanniche, e venne reinterpretata in una celebre versione da Johnny Cash.

## Tracce
- Tutti i brani sono opera di Rod McKuen.

1. A Man Alone – 3:47
2. Night (recitata) – 2:25
3. I've Been to Town – 3:13
4. From Promise to Promise (recitata)– 1:31
5. The Single Man – 3:01
6. The Beautiful Strangers – 2:41
7. Lonesome Cities – 3:18
8. Love's Been Good to Me – 3:27
9. Empty Is (recitata) – 2:46
10. Out Beyond the Window (recitata) – 2:45
11. Some Traveling Music (recitata) – 2:36
12. A Man Alone (Reprise) – 1:30

## Crediti
- Frank Sinatra - voce
- Don Costa – arrangiamenti, conduzione